# Annemarie Worst
Annemarie Worst, née le 19 décembre 1995 à Nunspeet, est une coureuse cycliste néerlandaise, active en cyclo-cross et en VTT. 

## Biographie
Elle a notamment remporté le championnat du monde de cyclo-cross espoirs en 2017, ainsi que la  Coupe du monde de cyclo-cross 2019-2020. Elle est membre de l'équipe Pauwels Sauzen-Bingoal depuis 2020.

## Palmarès en cyclo-cross
- 2016-2017
  -  Championne du monde de cyclo-cross espoirs
  - 3e du championnat des Pays-Bas espoirs
- 2017-2018
  - EKZ Cross Tour #1, Baden
  - 3e du championnat des Pays-Bas de cyclo-cross
  - 4e du championnat d'Europe de cyclo-cross
- 2018-2019
  -  Championne d'Europe de cyclo-cross
  - Superprestige #1, Gieten
  - IJsboerke Ladies Trophy #3, Hamme
  - 2e du Superprestige
  - 3e de la Coupe du monde
  - 5e du championnat du monde de cyclo-cross
- 2019-2020
  - Classement général de la Coupe du monde
    - Coupe du monde de cyclo-cross #3, Berne
    - Coupe du monde de cyclo-cross #4, Tábor
    - Coupe du monde de cyclo-cross #8, Nommay

  - Ethias Cross - Polderscross, Kruibeke
  - Ethias Cross - Beringen, Beringen
  - Ethias Cross - Parkcross Maldegem, Maldegem
  - Trophée des AP Assurances #2, Hamme
  - Superprestige #5, Zonhoven
  - Superprestige #6, Diegem
  - Druivencross, Overijse
  - Internationale Sluitingsprijs, Oostmalle
  -   Médaillée d'argent du championnat du monde de cyclo-cross
  - 2e du Trophée des AP Assurances
  - 2e du championnat des Pays-Bas de cyclo-cross
  -  Médaillée de bronze du championnat d'Europe de cyclo-cross
  - 3e du Superprestige
- 2020-2021
  - X²O Badkamers Trofee #1, Oudenaarde
  -  Médaillée d'argent du championnat du monde de cyclo-cross
  -  Médaillée d'argent du championnat d'Europe de cyclo-cross
- 2021-2022
  - Coupe du monde de cyclo-cross #7, Coxyde
  - Ethias Cross - Parkcross, Maldeghem
  - Internationale Sluitingsprijs, Oostmalle
  - 3e du Superprestige
  - 2e du X²O Badkamers Trofee
  - 7e du championnat d'Europe de cyclo-cross
  - 10e de la Coupe du monde
- 2022-2023
  - USCX Series #3 - Rochester Cyclocross Day 1, Rochester
  - USCX Series #4 - Rochester Cyclocross Day 2, Rochester
  - USCX Series #5 - Charm City Cross Day 1, Baltimore
  - USCX Series #6 - Charm City Cross Day 2, Baltimore
  - Parkcross Maldegem, Maldeghem
  - Exact Cross - Waaslandcross, Saint-Nicolas
  - Internationale Sluitingsprijs, Oostmalle
  - 6e du championnat du monde de cyclo-cross
  - 10e de la Coupe du monde
- 2023-2024
  - Kermiscross, Ardoye
  - 2e du Superprestige
  - 3e du championnat des Pays-Bas
  - 3e du X²O Badkamers Trofee
  - 7e du championnat du monde de cyclo-cross
  - 10e de la Coupe du monde
- 2024-2025
  - 2e du X²O Badkamers Trofee

### Classements
| Épreuve / Édition        | 2017/2018 | 2018/2019 | 2019/2020 | 2020/2021 | 2021/2022 | 2022/2023 |
| Championnat du monde     | 14e       | 5e        | 2e        | 2e        | Abs.      | 6e        |
| Coupe du monde           | 15e       | 3e        | 1er       | 7e        | 10e       | 10e       |
| Superprestige            | 3e        | 2e        | 3e        | 5e        | 3e        | 7e        |
| Trophée X2O Badkamers    |           | 14e       | 2e        | 4e        | 3e        | 5e        |
| Championnat d'Europe     | 4e        | 1er       | 3e        | 2e        | 7e        | Abd.      |
| Championnat des Pays-Bas | 3e        | 6e        | 2e        | annulé    | 8e        | 5e        |

## Palmarès en VTT
- 2014
  - 2e du championnat des Pays-Bas de cross-country
- 2016
  - 2e du championnat des Pays-Bas de cross-country
- 2017
  - 3e du championnat des Pays-Bas de cross-country

## Palmarès sur route
- 2022
  - 2e étape du Tour de Belgique

### Résultats sur les grands tours

#### Tour d'Italie
1 participation
- 2023 : 92e

### Classements mondiaux
| Année                                 | 2021 | 2022 | 2023 | 2024 |
| ------------------------------------- | ---- | ---- | ---- | ---- |
| Classement UCI                        | 658e | 379e | nc   | nc   |
| UCI World Tour                        | 175e | 229e | nc   | 268e |
|                                       |      |      |      |      |
| Légende : nc = non classéSource : UCI |      |      |      |      |